# Sedum oligocarpum
Sedum oligocarpum är en fetbladsväxtart som beskrevs av Fröderstr.. Sedum oligocarpum ingår i Fetknoppssläktet som ingår i familjen fetbladsväxter. Inga underarter finns listade i Catalogue of Life.